# 川村純一
川村 純一（かわむら　じゅんいち、1948年 - 2021年）は、日本の建築家。北海道建築学会特別賞などの様々な賞を受賞した。
東京都出身。祖父は植物学者の川村清一。妻は箏曲家の川村京子。東京芸術大学美術学部「杜の会」常任幹事、財団法人イサムノグチ財団理事、札幌モエレファンクラブ理事、日本建築美術工芸協会理事でもある。勅使河原蒼風やイサム・ノグチと親交が深かった。

## 経歴
- 1967年 - 東京教育大学附属中学校・高等学校（現・筑波大学附属中学校・高等学校）卒業
- 1972年 - 東京芸術大学美術学部建築科卒業
- 1974年 - 東京芸術大学大学院建築設計専攻（奥村昭雄研究室）修了、丹下健三都市建築設計研究所入社
- 1986年 - 堀越英嗣、城戸崎博孝、松岡拓公雄、古市徹雄とともにアーキテクトファイブを設立

## 教職歴
- 1996年 - 名古屋工業大学大学院非常勤講師
- 1998年～ - 北海道大学工学部建築学科非常勤講師
- 1998年～ - 東京理科大学工学部建築科非常勤講
- 2004年～ - 東京電機大学工学部建築科非常勤講師

## 受賞歴
- 日経ニューオフィス賞

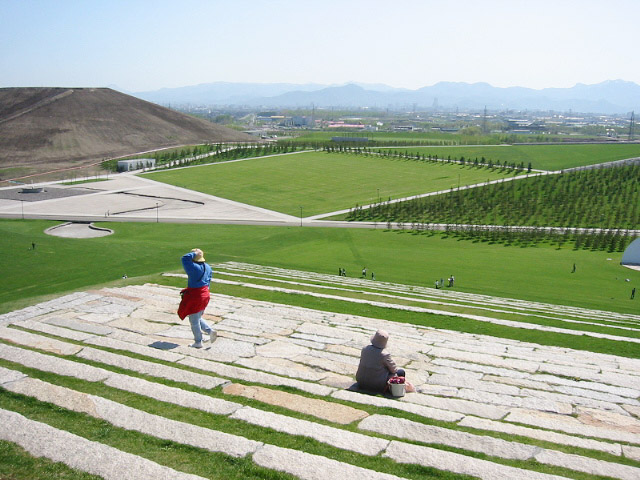
モエレ沼公園

- 札幌都市景観賞（LINK/BUG,dB-SOFT本社研究所）
- 日本建築士会連合会奨励賞
- 都市景観賞
- 鉄道建築賞
- 環境科学国際センターコンペ優秀賞
- 名古屋都市景観賞
- 栃木県マロニエ建築賞
- グッドデザイン賞（FIVE）
- 日本建築美術工芸協会賞（モエレ沼公園）
- 彩の国さいたま環境省奨励賞
- 東京建築賞最優秀賞
- 千葉県建築文化賞優秀賞
- 日本建築士事務所協会連合会優秀賞
- 建築業協会賞
- グッドデザイン賞（モエレ沼公園）
- 日本建築士会連合会優秀賞
- 日本建築学会作品選奨
- 日本建築美術工芸協会賞特別賞
- グッドデザイン大賞
- 札幌都市景観賞
- インテリアプランニング賞優秀賞
- ディスプレイデザイン賞
- 新潟駅駅舎駅前広場計画提案競技最優秀
- 北海道建築学会特別賞（モエレ沼公園）